# O Pecado
O Pecado (alemão: Die Sünde) é uma pintura de 1893 do artista alemão Franz Stuck. Stuck criou doze versões conhecidas da pintura, algumas delas podem ser vistas na Neue Pinakothek, em Munique, na Galeria Nacional, em Berlim, na Galleria di arte Moderna, em Palermo, no Frye Art Museum, em Seattle, e na Villa Stuck, em Munique, onde fica consagrada no Künstleraltar do artista. Retrata a Eva nua com uma grande serpente enrolada em seu corpo. No canto superior direito há um campo claro, enquanto o resto do ambiente está escuro.

## Histórico
Um precursor desta pintura foi o desenho de Stuck, História das Alegorias e Emblemas, publicado em 1884. Mostra uma figura feminina entre colunas com capitéis dóricos. As meias colunas com capitéis dóricos também formam as laterais da moldura arquitetônica dourada para esta pintura posterior de 1893. Foi nessa época que um tipo de mulher erótica, a femme fatale, estava surgindo com olhos arregalados, roupas escassas do final do século XIX e uma pose sedutora como marca registrada de Stuck. O motivo foi concebido como um desenvolvimento da pintura Sensualidade (Die Sinnlichkeit) de Stuck, de 1889. O Pecado foi exibido pela primeira vez em 1893, na exposição inaugural da Secessão de Munique, onde causou sensação. Foi comprado pela Neue Pinakothek em Munique e se tornou um avanço crítico e comercial para Stuck. Desde então, tornou-se uma pintura emblemática para o movimento simbolista. Em 1899, em Viena, recebeu a "medalha de ouro do estado" destinada a artistas estrangeiros. Na Villa Stuck , concluída em 1898, a pintura tem um significado especial. Desde 1901, uma versão de The Sin com moldura dourada está pendurada em uma espécie de "altar" no então estúdio de Stuck. Foi considerado o "centro espacial e ideal da casa".

## Descrição
A pintura pertence à Neue Pinakothek desde 1893. O Pecado é um retrato na altura da cintura; o rosto da mulher é mostrado como um retrato de três quartos, e o rosto da cobra como um retrato de rosto.
A mulher mostrada é Anna Maria Brandmaier, da Bayerdilling, uma namorada de infância e modelo de Stuck, que está em contato visual com o espectador. Seu rosto está sombreado, mas as pupilas de seus grandes olhos com reflexos brancos aparecem viradas de lado para a esquerda. A boca está fechada. Em comparação com o resto do rosto, esses olhos formam um forte contraste claro-escuro. Os longos cabelos negros envolvem o corpo quase branco com seus seios semivisíveis. Os mamilos e o umbigo formam um triângulo esticado para baixo com suas pontas na composição da pintura.
Uma cobra gigante azul escura ampliada decorada com padrões azuis claros enrolando-se ao redor de seu corpo e pescoço, aparece com a cabeça apoiada no ombro e peito direito da mulher e também olhando diretamente para o espectador. A cabeça da cobra tem olhos com destaques e uma boca aberta com as presas típicas do animal, que se destina a desencadear uma associação com a natureza perigosa do animal para o espectador. O motivo da serpente, em estreita associação com uma mulher, relaciona-se com a queda do Antigo Testamento e é retratado na Bíblia no livro de Gênesis. A cobra é assim apresentada no quadro de Stuck como símbolo de sedução e perigo. Acima e à direita do corpo branco da mulher, uma tela em contraste laranja forma o fundo, que pode ser interpretado como fogo do inferno para aqueles que sucumbem às tentações e ao pecado. A assinatura inconfundível do pintor também se encontra nesta área colorida na tipografia típica dele: FRANZ STVCK. Caso contrário, o fundo é surpreendentemente preto e sem profundidade.
A moldura arquitetônica tem um significado especial para a pintura. Pretende-se enfatizar a singularidade da pintura nas exposições, que geralmente estavam sobrecarregadas na época, e chamar a atenção dos espectadores. Além disso, a moldura traz o título da pintura em um estilo de fonte contemporâneo específico: DIE SUENDE. Em outras versões da pintura, o título é DIE SVENDE, com o V e o E aparecendo como uma ligadura. Aqui pode-se notar que Stuck tinha experiência como desenhista, artista gráfico e ilustrador. Stuck viu suas molduras artesanais como parte de uma obra-prima tática, onde não apenas criou em seu trabalho, mas também construiu toda a sua vida artística.

## Versões
Existem 11 outras versões da pintura O Pecado de Franz Stuck em forma de pintura a óleo com molduras douradas desenhadas individualmente. No entanto, quatro estão atualmente desaparecidos.

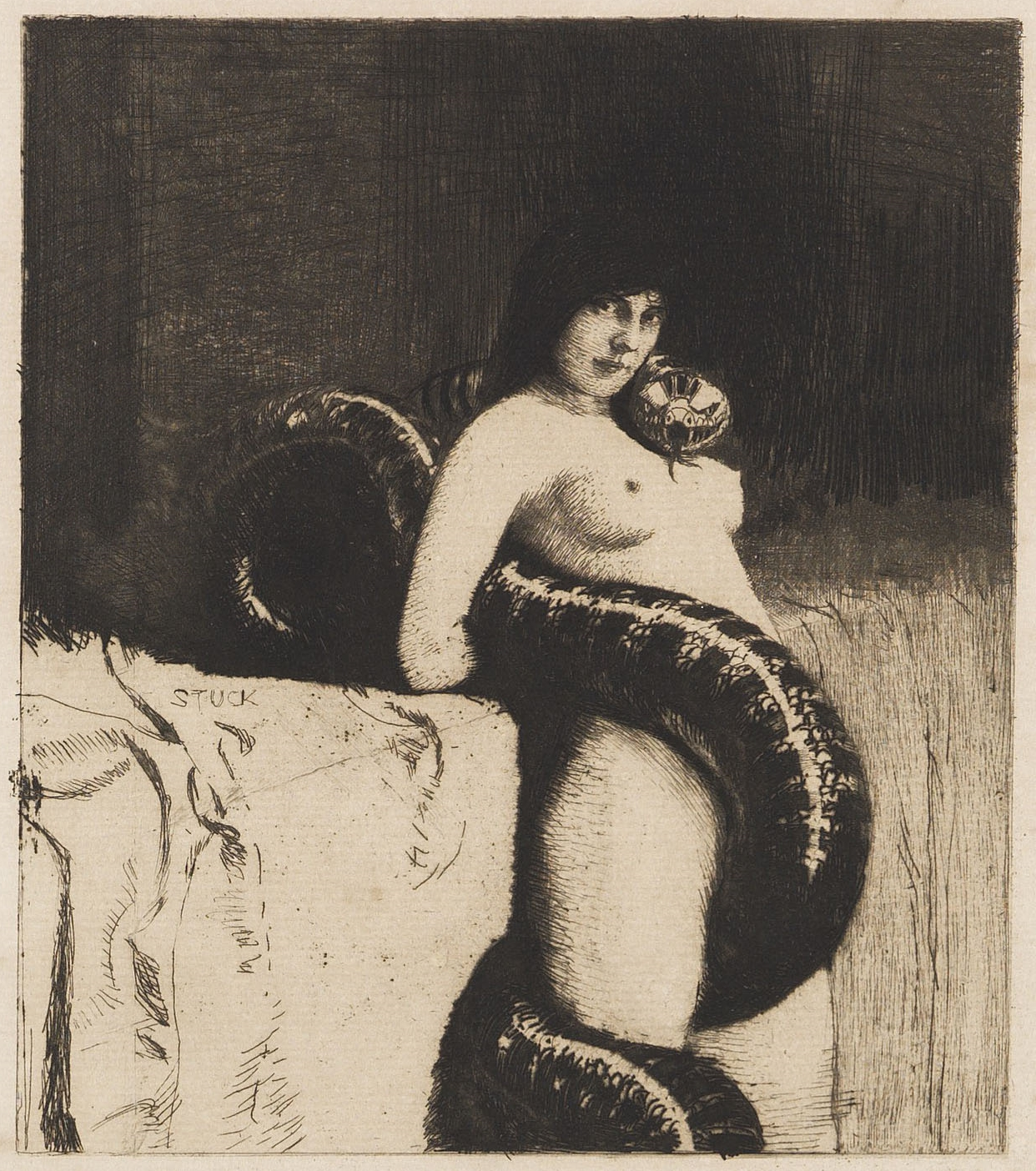
Sensualidade, água-forte, 1889
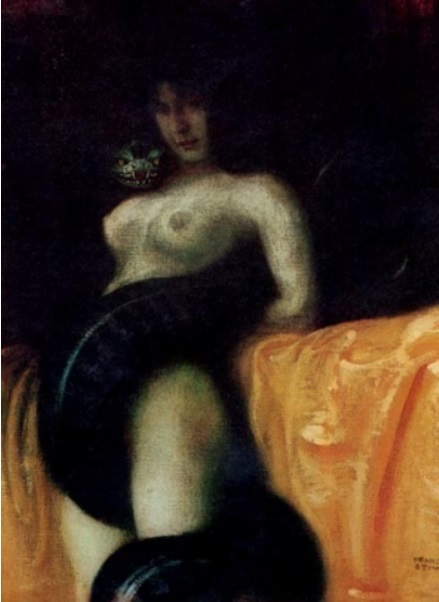
Versão a óleo de Sensualidade por volta de 1897.
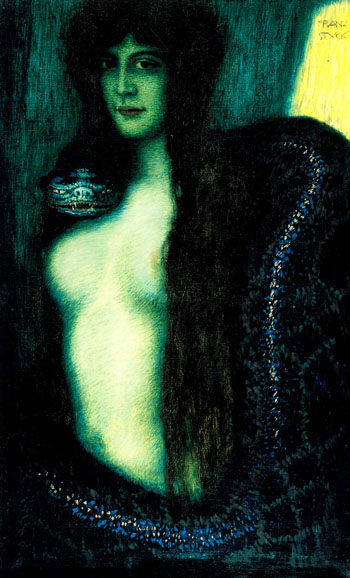
O Pecado, versão de 1906.
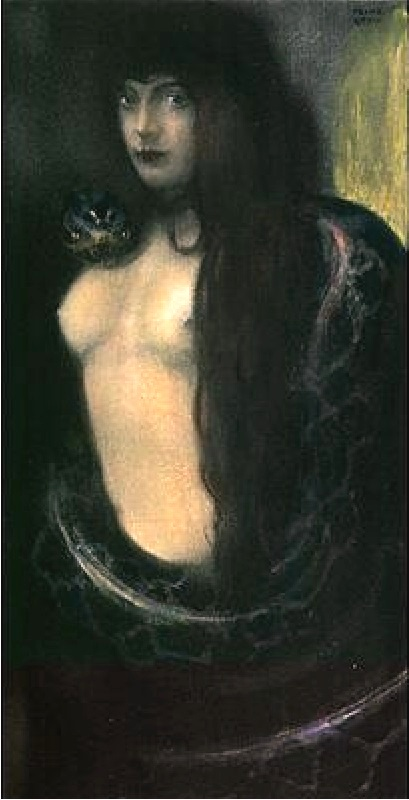
Versão por volta de 1912.

## Análise
Segundo intérpretes contemporâneos, a pintura deveria mostrar a mulher com sua suposta "sexualidade insaciável" como uma "sedutora do homem". As interpretações de hoje veem nele mais a natureza cênica, plana e sombria da composição. Assim, a cobra apenas apresenta o corpo da mulher para dar-lhe o papel de isca. Qualquer um que seja atraído por ele tem que temer o fogo do inferno, simbolizado como uma área laranja no canto superior direito. Stuck habilmente usa elementos da moralidade contemporânea, como os defendidos pela Igreja, para exercer poder sobre o desejo sexual humano. Stuck usa e reduz o corpo feminino como ferramenta de sua própria vontade de poder em relação à sua carreira, reconhecimento e riqueza material.